# Джобава, Романоз Данилович
Романоз Данилович Джобава (1904 год, Сухумский округ, Кутаисская губерния, Российская империя — неизвестно, Сухум, Абхазская АССР, Грузинская ССР) — председатель колхоза имени Руставели Сухумского района, Абхазская АССР, Грузинская ССР. Герой Социалистического Труда (1950).

## Биография
Родился в 1904 году в крестьянской семье в одном из сельских населённых пунктов Сухумского округа.
С 1930-х годов трудился на различных административных должностях в сельском хозяйстве Грузинской ССР. В годы Великой Отечественной войне участвовал в оборонительных мероприятиях, за что был награждён боевой медалью «За оборону Кавказа». В послевоенное время возглавлял колхозе имени Руставели Сухумского района с центром в селе Гумиста.
В 1949 году колхоз сдал государству в среднем с каждого гектара по 18,4 центнера табачного листа сорта «Самсун № 27» с площади в 50 гектаров. Указом Президиума Верховного Совета СССР от 6 октября 1950 года удостоен звания Героя Социалистического Труда за «получение высоких урожаев табака в 1949 году» с вручением ордена Ленина и золотой медали «Серп и Молот» (№ 5604).
Этим же указом званием Героя Социалистического Труда были награждены труженики колхоза бригадиры Арут Киракосович Аведисян, Шота Фёдорович Джиджелава, Ованес Саакович Капикян, звеньевые Дзагик Амбарцумовна Боджолян, Леван Спиридонович Джиджелава, Аревалус Давидовна Салуквадзе и Зварт Киракосовна Устьян.
По итогам работы колхоза в 1950 году был награждён вторым орденом Ленина.
После выхода на пенсию проживал в Сухуме. Дата смерти не установлена.
Награды
- Герой Социалистического Труда
- Орден Ленина — дважды (1950; 19.05.1951)
- Медаль «За оборону Кавказа» (01.05.1944)
- Медаль «За трудовую доблесть» (24.02.1946)